# 古田凌
古田 凌（ふるた りょう、1995年9月29日 - ）は、ジャパンラグビーリーグワン三重ホンダヒートに所属するラグビー選手でチームの主将。

## プロフィール
- 京都府出身[1]。
- ポジションはナンバーエイト(No8)、フランカー(FL)。
- 身長 183 cm、体重 103 kg
- U17日本代表に選ばれたことがある[2]。

## 略歴
2014年、京都成章高校卒業後、帝京大学に入る。
2018年、帝京大学卒業後、Honda Heat(現・三重ホンダヒート)に加入。
2021年3月6日にジャパンラグビートップリーグ第3節トヨタ自動車ヴェルブリッツ戦に途中出場で公式戦初出場を果たす。
2022年、三重ホンダヒートの主将に就任。